# Scranton (Dakota Północna)
Scranton – miasto w Stanach Zjednoczonych, w stanie Dakota Północna, w hrabstwie Bowman.